# الموصف (المضاربة والعارة)

تعديل مصدري - تعديل

الموصـف هي إحدى قرى عزلة المضاربة بمديرية المضاربة والعارة التابعة لمحافظة لحج، بلغ تعداد سكانها 76 نسمة حسب تعداد اليمن لعام 2004.